# Exposome

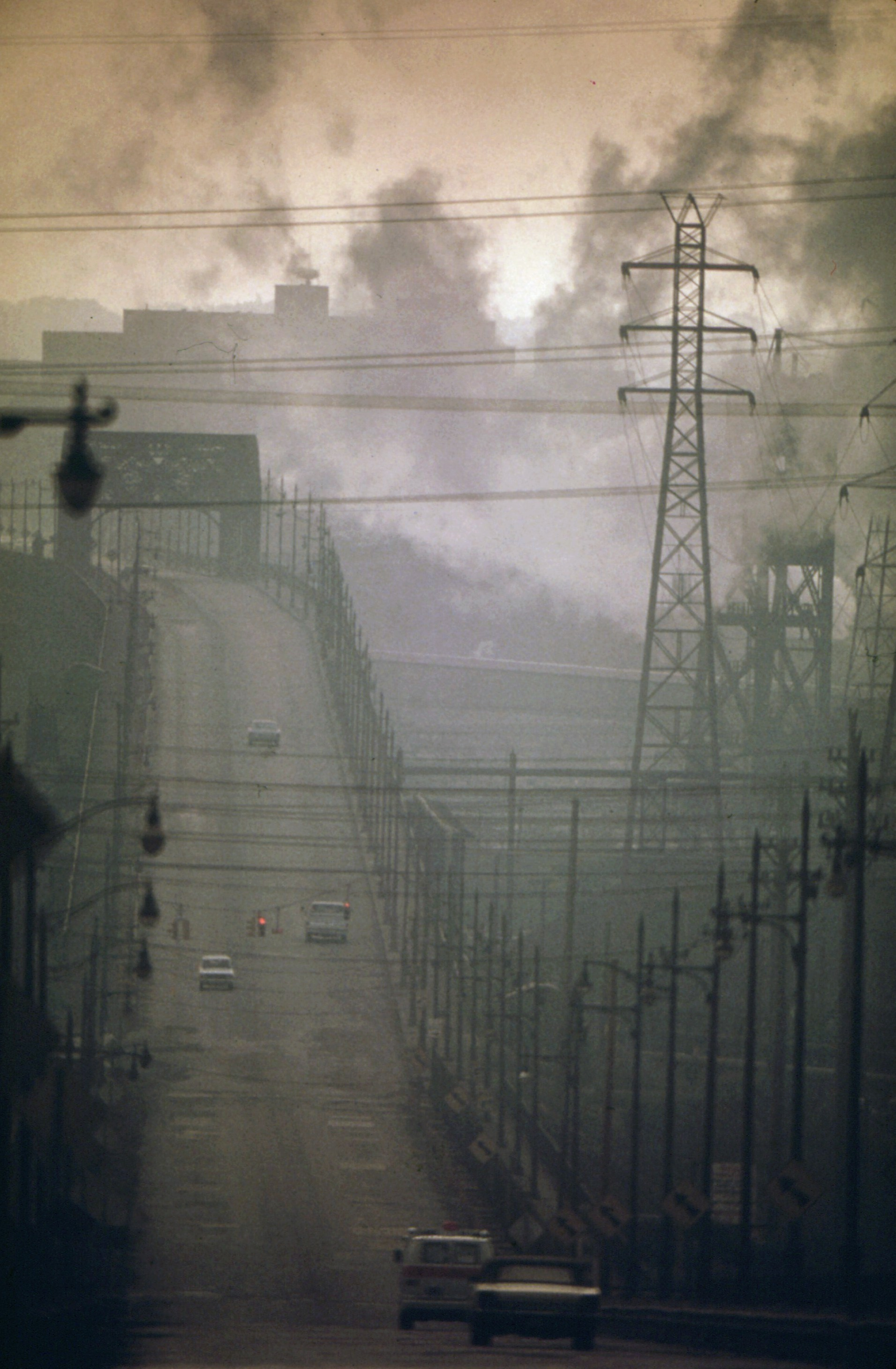
Certaines maladies (cancers notamment) résultent principalement de facteurs environnementaux, où jouent des synergies complexes (avec ici, à titre d'exemple : la pollution sonore, la pollution lumineuse, la pollution routière, la pollution industrielle, urbaine et agricole de l'air, de l'eau et des sols, et peut être les effets de champs électromagnétiques, du stress professionnel, etc.

Le concept d'exposome désigne le cumul des expositions à des facteurs environnementaux (c'est-à-dire non génétiques) que subit un organisme (organisme humain le cas échéant), de sa conception à sa fin de vie, en passant par le développement in utero, complétant l'effet du génome. 
Ces facteurs environnementaux sont externes et internes ; et ils incluent divers agents chimiques biologiquement actifs, des agents biologiques et/ou physiques (rayonnements et bruit notamment), ainsi que des «composantes psychosociales» et socio-économiques influant sur la santé.
L'exposome est un concept récent, qui a émergé sous ce nom au début des années 2000. Pour en faciliter l'étude, l'exposome est souvent subdivisé en sous-catégories (ex : exposome domestique, urbain, professionnel…). Il peut aussi ne concerner qu'un produit toxique en particulier, notamment s'il peut être bioaccumulé (plomb par exemple en tant que facteur de saturnisme).

## Énoncé et histoire du principe
Dans un premier temps, l'écoépidémiologie s'est centrée sur les effets les plus directement manifestes de l'environnement et de la pollution sur la mortalité, l'exacerbation de certaines maladie, le taux d'hospitalisations,,,,,,…
Puis est apparue la notion holistique d'« exposome » [somme et synergies des expositions tout au long de la vie à des diverses sources externes et internes, d'agents biologique, chimiques, et physiques (ondes et rayonnements inclus)].
Elle a d'abord été proposée par le Britannique Christopher Wild, épidémiologiste du cancer, dans un article intitulé « Complementing the Genome with an “Exposome”: The Outstanding Challenge of Environmental Exposure Measurement in Molecular Epidemiology » (Compléter le génome avec un « exposome » : le défi exceptionnel de la mesure de l'exposition environnementale en épidémiologie moléculaire) paru en 2005 dans la revue Cancer Epidemiology, Biomarkers & Prevention, pour notamment attirer l'attention sur la nécessité de mieux comprendre et prendre en compte l'exposition souvent complexe et multiple aux toxiques environnementaux.
Les modèles d'exposome cherchent à mieux expliquer la biologie et la santé de l'individu par sa biographie, car « la maladie est le produit de l'histoire individuelle des expositions, superposée à leurs susceptibilités génétiques sous-jacentes ». Ceci passe par l'identification « des changements moléculaires qui sont intermédiaires entre les déterminants sociaux et l'état de la maladie » ; et par l'étude des biomarqueurs et des omiques (génomique, protéomique, métabolomique, métagénomique et transcriptomique).
Le concept de l'exposome, puis les manières de l'évaluer, ont donné lieu à des discussions, notamment pour ses «composantes psychosociales» (qui inclut les effets complexes, directs et indirects, des relations sociales et de la position socio-économique de l'individu sur sa santé).
Il ne prend pas en compte les facteurs génétiques stricto sensu, mais cherche à tenir compte de l'épigénétique, qui est encore une discipline émergente.

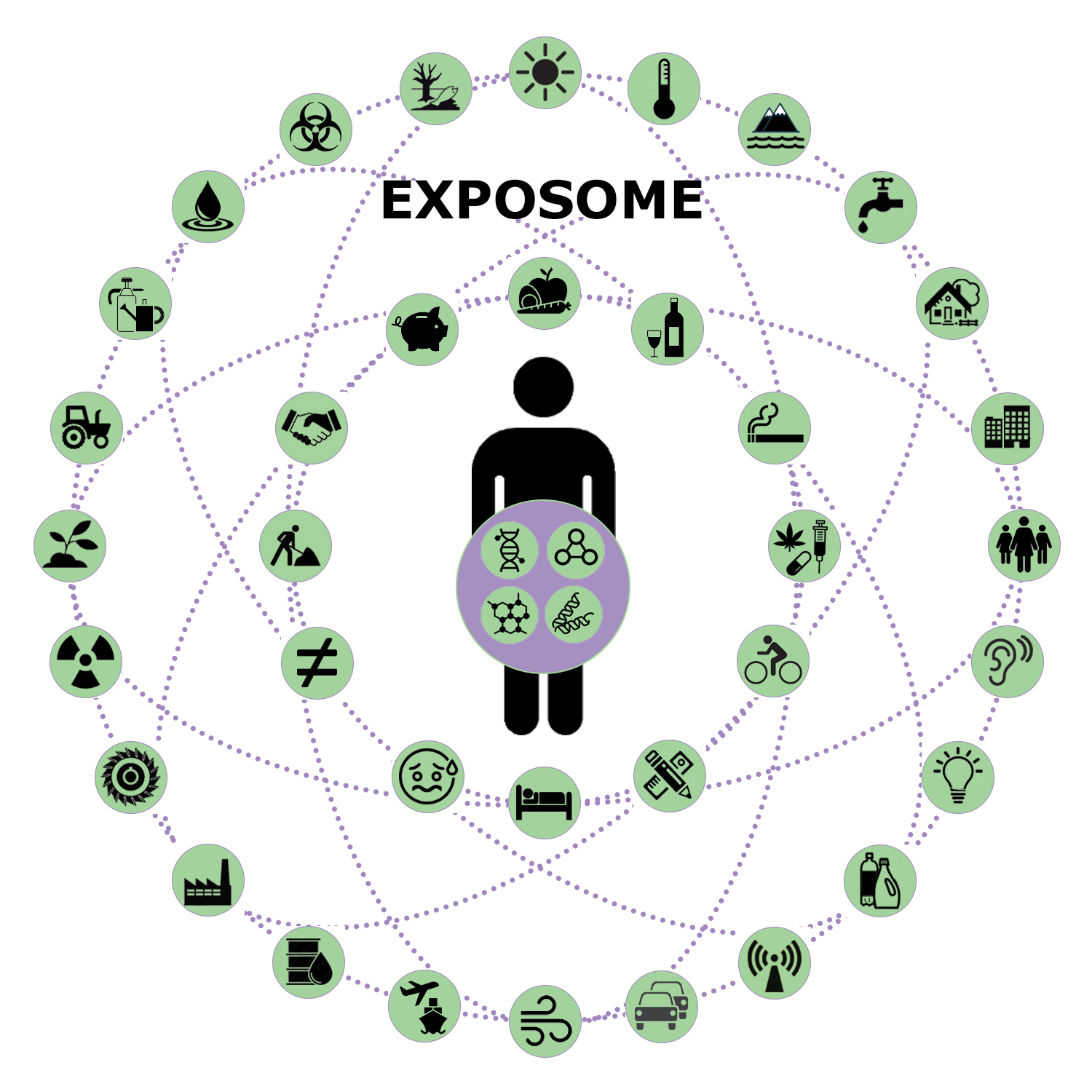
Représentation de l'exposome d'un humain, c'est-à-dire des facteurs environnementaux (non génétiques) nous affectant, de la conception à la fin de vie en passant par le développement in utero, complétant l'effet du génome. Les trois 'cercles', en commençant par le centre sont 1) les facteurs internes à l'organisme, 2) comportementaux et 3) externes. Source : Nathalie Ruaux

Dans les années 2010, des projets européens récents, tels que HELIX, EXPOsOMICS, et HEALS et l'initiative américaine HERCULES ont commencé à l'étudier.

Selon Paolo Vineis et ses collaborateurs en 2020, il est urgent d'élargir et améliorer les études de cohorte « avec une collecte d'échantillons biologiques bien spécifiée, des données de questionnaire améliorées (y compris des variables sociales) et le déploiement de nouvelles technologies qui permettent une meilleure caractérisation des expositions environnementales individuelles, allant de la surveillance personnelle aux observations par satellite ». Ceci permettrait à l'épidémiologie environnementale de mieux comprendre les causes de morbidité, mortalité, d'exacerbation de certaines maladie et des hospitalisations en intégrant des « résultats subtils liées aux expositions environnementales », et des « biomarqueurs internes d'exposition et de réponse, grâce à l'application de technologies omiques ». Au XXIe siècle, de nouvelles approches et outils, souvent à haute résolution et à haut débit interrogeant plusieurs -omiques (ex. : épigénomique, transcriptomique, protéomique, adductomique et métabolomique) ouvrent de nouvelles portes pour l'étude des effets de l'environnement physique, écologique et social sur la santé et la maladie.
L'exposome évolue fortement dans le temps et l'espace, avec l'apparition et la dispersion de nouveaux polluants ou la disparition de certains altéragènes, et en lien avec les modifications environnementales liées à l'effondrement de la biodiversité, au réchauffement ; et c'est un bilan qui ne peut être fait qu'en fin de vie. Il n'est pas encore possible de mesurer ni même de modéliser finement l'exposome complet, en raison de nombreux facteurs de confusion, d'effets complexes de synergies toxiques et de causalité inverse, et de diverses incertitudes, mais les biomarqueurs et les « technologies omiques » pourraient améliorer l'attribution des causes, dont en utilisant mieux les variables instrumentales dans la triangulation.

## Enjeux
Les enjeux sont principalement environnementaux, de biomonitoring et sanitaires (santé publique, toxicologie globale, oncologie, médecine du travail, gériatrie), écologiques (écoépidémiologie…) et de connaissance scientifique (« environnement chimique intérieur »).
De nombreux altéragènes biologiques, physiques (radiations) et/ou chimiques pénètrent les organismes, à partir de sources exogènes (air, eau, alimentation, médicaments, radiation), mais aussi à partir de processus endogènes (inflammation, peroxydation lipidique, stress oxydant, maladies et infections du corps ou de la flore intestinale, notamment sources d'endotoxines…). Les facteurs non-génétiques semblent contribuer pour environ 90% aux risques de maladies chroniques, et la grande majorité des expositions cumulées susceptibles d'initier des processus pathologiques n'ont pas été explorés. L'exposome inclut les phénomènes cumulatifs et les effets synergiques, ainsi que l'effet des faibles doses, dans le cas des perturbateurs endocriniens par exemple pour représenter avec plus de justesse la totalité des expositions reçues par un organisme au cours de sa vie, englobant toutes les sources de substances toxiques.
Un autre enjeu est de mieux prendre en compte les inégalités de santé liées au genre. En effet, « les hommes, majoritaires dans l’industrie et le bâtiment, sont exposés à l’amiante, aux solvants diluants, au port de charges lourdes, au bruit », etc. Les femmes, plus nombreuses dans les métiers de commerce, services et soins à la personne, sont exposées aux polluants contenus dans les produits de nettoyage, cosmétiques, tickets de caisse (bisphénols…), etc. (...) « Les femmes sont 70 % des travailleurs pauvres, occupent 82 % des emplois à temps partiel, et forment 85 % des familles monoparentales, dont une sur trois vit sous le seuil de pauvreté » ; les perturbateurs endocriniens par exemple et la baisse de la fertilité affectent différemment les femmes et les hommes ou les personnes transgenres par exemple. Catherine Vidal, neurobiologiste et membre du Comité d’éthique de l’Inserm, appelle en 2023 à mieux reconnaitre la vulnérabilité des femmes face à certains facteurs de risques, dont par exemple : une vulnérabilité durant la grossesse et la période de périnatalité, une vulnérabilité face à certains risques professionnels (troubles musculo-squelettiques chez les infirmières, aides à domicile, caissières et d’ouvrières ; travail de nuit, qui selon l'Inserm accroit de 26 % les risques de cancer du sein), aux risques psychosociaux (liés à la précarité, aux horaires atypiques, au travail discontinu, au manque d’autonomie, à de moindres salaires), ou encore au dérèglement climatique et aux pénuries et migrations qu'il engendre notamment dans les pays du sud. Les femmes sont plus exposées aux habitats insalubres, à la fumée de cuisson, à une charge mentale élevée et aux violences conjugales, elles sont plus souvent des proches aidants et donc à une charge mentale élevée source de troubles psychiques et psychosomatiques avec risque de conduites addictives, idées suicidaires, etc..
L'exposome est pour les scientifiques un cadre nouveau pour l'étude des causes environnementales des maladies chroniques et de maladies encore mal comprises et pour des traitements et soins médicaux plus adaptés à ces maladies. Cependant, Stephen M Rappaport (de l'École de santé publique de l'Université de Californie) insiste sur la nécessité de considérer avec attention les molécules biologiquement actives dans l'« environnement chimique interne » des organismes (de l'homme en santé humaine) pour bien définir les niveaux d'exposition totale, ce qui implique d'avoir une approche top-down basée sur la biosurveillance (analyse de sang, d'urine, biopsies…) sans se contenter d'une approche bottom-up (expositions calculées par déduction à partir d'échantillons d'air, d'eau, de la nourriture, etc.). Selon lui, les échantillons sanguins archivés durant les études prospectives de cohortes faites pour mesurer les effets de produits chimiques toxiques (dont par exemple les électrophiles réactifs, les métaux, les produits métaboliques, des leurres hormonaux, et les composés organiques persistants peuvent donc également être utilisés rétrospectivement.
L'étude de l'exposome devrait favoriser la découverte des principales voies et sources expositions responsables de maladies chroniques encore mal comprises, la science de l'exposition peut jouer un rôle majeur dans la découverte et l'atténuation de ces risques.

## Reconnaissance
En France, la notion d'exposome a été introduite dans le PNSE 3, puis dans le projet de loi de modernisation du système de santé, étudié au Parlement en 2015. Le principe d'exposome apparaît dans le texte adopté par le Parlement le 17 décembre 2015 puis dans l'article 1 du projet de loi de santé publique en avril 2019. Améliorer la connaissance de l'exposome est aussi l'une des quatre priorités du PNSE 4, en consultation publique en avril 2019.